# Правова система Республіки Польща
Правова система Республіки Польща — це система правових явищ, що функціонує в межах польського суспільства. Входить в романо-германську правову сім'ю.

## Зародження правової системи Польщі
Протягом століть польська правова система формувалася під безпосереднім впливом німецького, римського, французького, австрійського, російського і радянського права.

### Середньовіччя
В епоху Середньовіччя в Польщі не було єдиної правової системи права. Існувало 2 правові концепції у цей час – німецьке та польське право. Перше діяло в містах, які були густо заселені німцями, в той час як друге діяло за їх межами. Значний вплив на правову систему Польщі мало римське право. Але, польське право на момент XVI ст. не було кодифіковано на відміну від інших європейських країн у цей період. Норми звичаєвого права, статути, конституції були охоплені у XVI ст. у збірниках, але це не була повноцінна кодифікація. 
У XVI ст. в польських містах значний вплив окрім римського права мала німецька «Кароліна», видана Карлом V у 1532 р.  Але у XVI-XVII ст. міське право почало віддалятися від німецької традиції на користь польської.
У 1791 р. в Польщі з’явилася перша в Європі Конституція. Однак, після поділу Польщі між Росією, Пруссією та Австрією  розвиток правової традиції призупинився до 1918 р., коли Польща набула державності.

### Варшавське герцогство (1807—1813)
У 1808 р. в період короткочасного французького панування на території Варшавського князівства був введений знаменитий Кодекс Наполеона (Французький цивільний кодекс), в 1809 р. - Французький торговий кодекс. Рецепція французьких кодексів визначила розвиток польського приватного права в XIX і навіть XX ст..

### Королівство Польське (1815–1915)
У період 1815-1915 рр. Польське Королівство як автономія у складі Російської імперії зазнала значного впливу від наполеонівських воєн у правовій складовій. Був запроваджений Кодекс Наполеона, який був замінений Цивільним Кодексом Польського Королівства у 1825 р. В цьому кодексі було відмінено обов’язкове затвердження шлюбу в церкві. 
Запровадження кримінального права у Польщі не мало успіху на відміну від приватного. Кримінальний Кодекс Польського Королівства був запроваджений тільки в 1818 р. Потім почалося зближення кримінального права Польщі до російської правової традиції та все це закріпилось утвердженням у 1903 р. російського кримінального кодексу. Разом з матеріальним правом також вводилися норми процесуального права, за для пристосування до вже російського матеріального права був прийнятий російський Кримінальний Процесуальний Кодекс 1864 р..

### Велике Князівство Познанське (1815—1919)
Цивільне право на території прусської Польщі містилося в виданому в 1794 р. Прусському земському уложенні, що мав феодально-буржуазний характер. Формально воно діяло до 1900 року. Рецепійований Французький торговий кодекс формально діяв без змін аж до введення нового Польського торгового кодексу 1934 р..

### Польська Республіка (1918—1939)
В період Польської Республіки продовжували діяти німецькі та російські кодекси, які були прийняті до цього і діяли вони відповідно на землях, на яких вони впроваджувались. На Галичині продовжували діяти австрійські закони, на землях Пруссії – німецькі, на інших – російські. 
Але у 20-х – 30-х рр. роках у II Речі Посполитій почали видаватися власні закони, наприклад: патентне право 1926 рр.; Основи міжнародного приватного права і право міжобласного 1926 р.; авторське право 1926 р.; вексельне та чекове право 1926 р.; кодекс зобов’язального права 1933 р..

### Польська Народна Республіка (1944—1989)
Після встановлення в Польщі соціалістичного ладу в 1945 р. наступність у розвитку польської правової системи не була порушена. В Польщі було не характерне для соціалістичних країн дбайливе ставлення до національної правової традиції пояснювалося як "культурним націоналізмом" і консерватизмом поляків, так і збереженням в країні значного приватного сектора (насамперед в сільському господарстві). Кардинальні зміни в польському праві відбулися тільки в конституційному праві. В цілому до моменту мирного демонтажу соціалістичної системи в 1989 р. польське право продовжувало зберігати самобутні риси.

### Республіка Польща (з 1989 р.)
Ядро сучасної системи польського права складає Конституція 1997 р..